# Nell McCafferty
Pour les articles homonymes, voir McCafferty.
 (janvier 2021).
La mise en forme du texte ne suit pas les recommandations de Wikipédia : il faut le « wikifier ».
Les points d'amélioration suivants sont les cas les plus fréquents. Le détail des points à revoir est peut-être précisé sur la page de discussion.
- Les titres sont pré-formatés par le logiciel. Ils ne sont ni en capitales, ni en gras.
- Le texte ne doit pas être écrit en capitales (les noms de famille non plus), ni en gras, ni en italique, ni en « petit »…
- Le gras n'est utilisé que pour surligner le titre de l'article dans l'introduction, une seule fois.
- L'italique est rarement utilisé : mots en langue étrangère, titres d'œuvres, noms de bateaux, etc.
- Les citations ne sont pas en italique mais en corps de texte normal. Elles sont entourées par des guillemets français : « et ».
- Les listes à puces sont à éviter, des paragraphes rédigés étant largement préférés. Les tableaux sont à réserver à la présentation de données structurées (résultats, etc.).
- Les appels de note de bas de page (petits chiffres en exposant, introduits par l'outil «  Source ») sont à placer entre la fin de phrase et le point final[comme ça].
- Les liens internes (vers d'autres articles de Wikipédia) sont à choisir avec parcimonie. Créez des liens vers des articles approfondissant le sujet. Les termes génériques sans rapport avec le sujet sont à éviter, ainsi que les répétitions de liens vers un même terme.
- Les liens externes sont à placer uniquement dans une section « Liens externes », à la fin de l'article. Ces liens sont à choisir avec parcimonie suivant les règles définies. Si un lien sert de source à l'article, son insertion dans le texte est à faire par les notes de bas de page.
- La présentation des références doit suivre les conventions bibliographiques. Il est recommandé d'utiliser les modèles {{Ouvrage}}, {{Chapitre}}, {{Article}}, {{Lien web}} et/ou {{Bibliographie}}. Le mode d'édition visuel peut mettre en forme automatiquement les références.
- Insérer une infobox (cadre d'informations à droite) n'est pas obligatoire pour parachever la mise en page.

Pour une aide détaillée, merci de consulter Aide:Wikification.
Si vous pensez que ces points ont été résolus, vous pouvez retirer ce bandeau et améliorer la mise en forme d'un autre article.
Nell McCafferty, née le 28 mars 1944 à Londonderry et morte le 21 août 2024, est une journaliste, dramaturge, défenseuse des droits civiques et féministe nord-irlandaise.
Elle a écrit pour The Irish Press, The Irish Times, Sunday Tribune, Hot Press et The Village Voice.

## Biographie

### Jeunesse
McCafferty naît à Londonderry, en Irlande du Nord, de Hugh et Lily McCafferty, et grandit dans la banlieue de Londonderry. Elle est admise à l'université Queen's de Belfast, où elle fait une licence[Interprétation personnelle ?] d'art. Après une courte période pendant laquelle elle remplace un professeur d'anglais en Irlande du Nord et un séjour dans un kibboutz israélien, elle accepte un poste à l'Irish Times.

### Carrière
McCafferty est une des membres fondatrices du mouvement de libération des femmes irlandaises. Ses écrits journalistiques sur les femmes et leurs droits reflètent ses convictions quant au statut de la femme dans la société irlandaise. En 1970, elle écrit un article dans l'Irish Times, où elle explique ce que la libération des femmes signifie pour elle :

« Women's Liberation is finding it very hard to explain the difference, when you come down to it, except in terms of physical make-up. And men are as different as women, which no-one holds against them. It's the system which divides. Break the system, unite the people. »

— Nell McCafferty, « Born Of Small Memories », Irish Times, 8 octobre 1970, p.6.
En 1971, elle se rend à Belfast, accompagnée d'autres membres du mouvement de libération des femmes, afin de protester contre l'interdiction de l'importation et de la vente de contraceptifs en république d'Irlande. Cet événement, qui a attiré énormément de médias, est connu sous le nom de Contraceptive Train.

Après la dissolution du mouvement, McCafferty reste active dans d'autres groupes féministes, tout en continuant son travail journalistique sur les droits des femmes. Son travail le plus important concerne l'affaire des bébés du Kerry, qu'elle retrace dans son livre A Woman to Blame. L'auteur irlandais Colm Tóibín a salué l'impact de Nell McCafferty sur l'Irlande, en tant que journaliste et en tant que féministe : 

« Nell McCafferty's achievement as a journalist has been inseparable from feminism. As a feminist she has written from the point of view of women who have very little stake in the world as it is. The women's movement has set itself the task of creating a new perspective on almost everything in people's lives, not just of achieving concessions from time to time. The new perspective is much easier to present in the relatively direct world of journalism than it is in the often stifling machinery of politics. She has applied that perspective to everything that has come her way. In doing that she has proved that there is always another way of looking at things. »

— Colm Tóibín, « Keeping the Faith », Magill, janvier 1985, p.22.
McCafferty a contribué à l'anthologie Sisterhood Is Global: The International Women's Movement Anthology de 1984, éditée par Robin Morgan, grâce à son article « Coping with the womb and the border ».
En 1990, McCafferty remporte un Jacob's Award pour son reportage sur la coupe du monde de 1990, dans The Pat Kenny Show, diffusé sur RTÉ Radio 1. McCafferty vit à Ranelagh, un quartier de Dublin. Elle publie son autobiographie, Nell, en 2004, où elle raconte son enfance à Derry, sa relation avec ses parents, sa peur d'être gay, la joie de trouver un havre de paix avec l'amour de sa vie, l'écrivaine irlandaise Nuala O'Faolain, et la douleur de le perdre.
En 2009, après la publication du rapport Murphy sur l'abus des enfants dans le diocèse de Dublin, McCafferty confronte l'archevêque Diarmuid Martin, et lui demande pourquoi l'Église Catholique n'a pas renoncé, dans un « geste rédemptoire », aux titres comme « Votre Éminence » et « Votre Grâce ».[citation nécessaire]
McCafferty crée une polémique en 2010, déclarant pendant une interview en live sur Newstalk que la Ministre de la Santé de l'époque, Mary Harney, était alcoolique. Cette accusation l'a conduite au tribunal, et Harney a reçu 450 000 € l'année suivante,. McCafferty n'est que rarement apparue à la radio ou à la télévision en direct à la suite de cet incident, malgré le fait qu'elle ait été omniprésente dans les médias depuis les années 1990. Cependant, elle a été reçue de nombreuses fois dans des émissions enregistrées à l'avance.
L'Irish Times a écrit que « la voix particulière de Nell, à la fois écrite et orale, a une place puissante et provocatrice dans la société irlandaise. »
McCafferty reçoit un doctorat honorifique en littérature de l'université College Cork le 2 novembre 2016 pour « sa contribution sans précédent à la vie publique en Irlande pendant plusieurs décennies, et sa voix puissante dans des mouvements qui ont eu un impact transformateur sur la société irlandaise, incluant le mouvement féministe, les campagnes pour les droits civiques et pour les marginalisés et les victimes d'injustice. »

### Vie privée
McCafferty a été en couple pendant 15 ans avec Nuala O'Faolain, journaliste irlandaise.